# Tidili Fetouaka
Tidili Fetouaka (franska: Tidili Fetouaka (CR), Tidili Fetouaka (Commune Rurale), arabiska: سيدي يعقوب) är en kommun i Marocko.   Den ligger i provinsen Azilal och regionen Béni Mellal-Khénifra, i den nordöstra delen av landet, 260 km söder om huvudstaden Rabat. Antalet invånare är 11 883.